# عدل (نحو)
العَدْل في النحو العربي هو نقل الاسم من حالةٍ لفظيّة إلى حالة لفظيَّة أخرى مع بقاء معناه الأصليّ، بشرط ألّا يكون النقل للقلب، مثل «أيِسَ» المقلوبة من «يَئِسَ»، ولا للتخفيف، مثل «فَخْذ» المخفِّفة من «فَخِذ»، ولا للإلحاق، مثل «كَوْثِر» المزيدة فيها الواو لإلحاقها بوزن «جَعْفَر»، ولا لإفادة معنى، مثل «نُهير» تصغير «نَهْر». 

فهي خروج الاسم عن صيغته الأصلية إلى صيغة أخرى؛  علة لفظية من علل منع الأسماء من الصرف، ولا بد لهذه العلة من الاجتماع بعِلة العَلَميّة أو الوصفية حتى يتحقق للإسم منعه من التنوين والعدل في الإصطلاح إخراج الكلمة عن صيغتها الأصلية لغير قلب أو تخفيف أو إلحاق أم معنى زائد.  وفائدة العدل إمّا تخفيف اللّفظ باختصاره غالبًا، كما في «ثُلاثُ» و«أُخَر»، وإمّا تحفيفه مع تفرّعه وتمحّصه للعَلَميَّة، فيبتعد عن الوصفيّة، كما في «عُمَر» و«زُفَر» المعدولين عن «عامر» و«زافر»، لاحتمالها الوصفيّة قبل العدل. وينقسم العدل باعتبار الدلالة عليه إلى قسمين، تحقيقي وتقديري إن لم يدل عليه إلا منع الصرف. 

## أوزانه
للعدل في اسم العلم وزنان:
ألف) «فُعَل» معدولًا عن «فاعِل»، مثل «عُمَر، زُفَر، زُحَل، ثُقَل، جُشَم، جُمَح، قُزَح، دُلَف، عُصَم، جُحى، بُلَع، مُضَر، هُبَل، هُذَل، قُثَم»، المعدولة عن «عامِر، زافِر، زاحِل، ثاقل، جاشم ...»
ب) «فَعالِ» علمًا لأنثى معدولًا عن فاعلة، مثل «حزامِ» و«رقاشِ» المعدولتين عن حازمة وراقشة. ومثله «يا خَباثِ» و«يا كذابِ»، بمعنى «يا خبيثة» و«يا كاذبة».
وللعدل في الصّفات ثلاثة أوزانه:
الف) «فُعَل» معدولًا عن «فَعلاوات»، وذلك في أربعة ألفاظ تُستعمل للتوكيد، وهي: كُتَز، نُكَش، نُكَد، وكُمَش المعدولة عن «كتزاوات، نكشاوات، نكداوات، وكمشاوات». وهي تُستعمل لتأكيد المؤنِّث المعرفة.
ب) «فُعال» في الأعداد من واحد إلى عشرة: أُحاد، ثُناء، ثُلاث، رُباع... عُشار، وهي معدولة عن: واحد وأحد، اثنين اثنين، ثلاثة ثلاثة... عشرة عشرة.
ج) «مَفعَل» في الأعداد من واحد إلى عشرة: مَوحَد، مَثنَى، مَثلَث... مَعشَر، وهي معدولة عن : واحد واحد، اثنين اثنين، ثلاثة ثلاثة... عشرة عشرة.

## أقسامه
والعدل قسمان:
تحقيقي، وهو الذي يدلّ عليه دليل غير منع الصَّرف، بحيث لو صُرِف، هذا الاسم لم يكن صرفه عائقًا عن فهم ما فيه من العَدل، وملاحظة وجوده، كالعدْل في «سَحَر» و«أُخَر» و«ثُلاث»، فإنَّ الديل على العدل فيها ورود كل لفظ منها مسموعًا عن العرب بصيغة تخالف الصِّيغة الممنوعة من الصرف، وبمعناها، فـ«سَحَر» بمعنى: السِّحَر، و«أُخَر» بمعنى آخَر، و«ثُلاث» بمعنى : ثلاثة ثلاثة.
تقديريّ: وهو ما لم يوجد دليل على عدله، ولكنَّ النحاة وجدوه ممنوعًا من الصِّرف، فقدِّروا العدل فيه لئلّا يكون المنع بالعلميَّة وحدها، والعدل التقديري خاص بالأعلام، ومنها : عُمَر، زُفَر، جُمَح ...
كما ينفسم باعتبار محله إلى أربعة أقسام، وهي:
عدل بتغيير الشكل فقط مثل: جُمع عند من قال إنه معدول عن جميع.
عدل بالنقص، كعدل «سحر» و«أمس» و«أخر» عن السحر والأمس والأخر.
عدل بالنقص وتغيير الشكل كـ«عمر» المعدول عن عامر.
عدل بالزيادة والنقص وتغيير الشكل، مثل حذام المعدول من حاذمة، ومَثْلَث المعدول من ثلاثة ثلاثة.